# Punta de Manabique

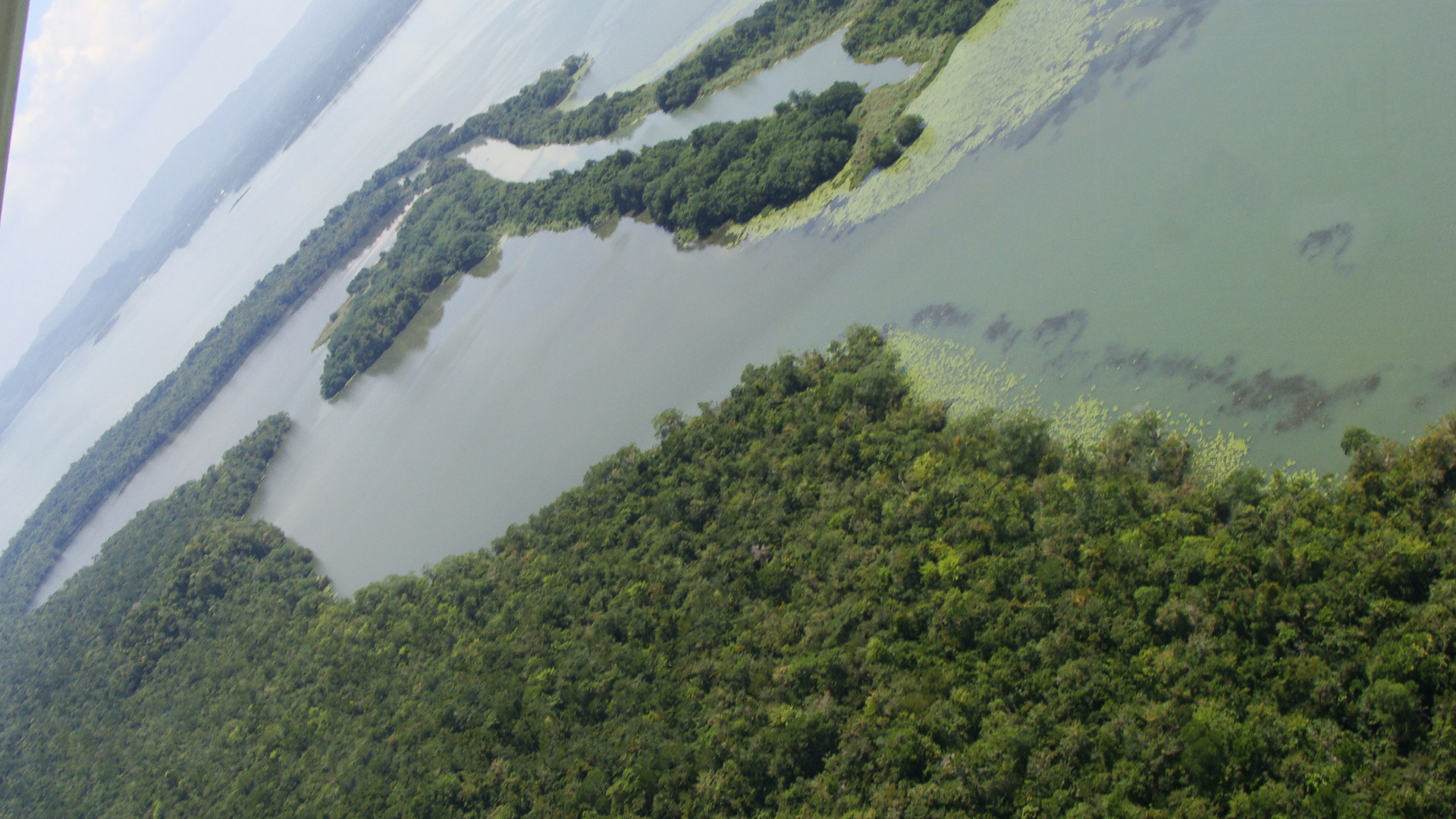
FUNDARY/LIGHTHAWK

Punta de Manabique es una pequeña península que separa la bahía de Amatique del Golfo de Honduras. Está situada en la costa del oriente de Guatemala, a unos 20 km al norte de Puerto Barrios (15°55′59″N 88°34′09″O / 15.933039, -88.569088).

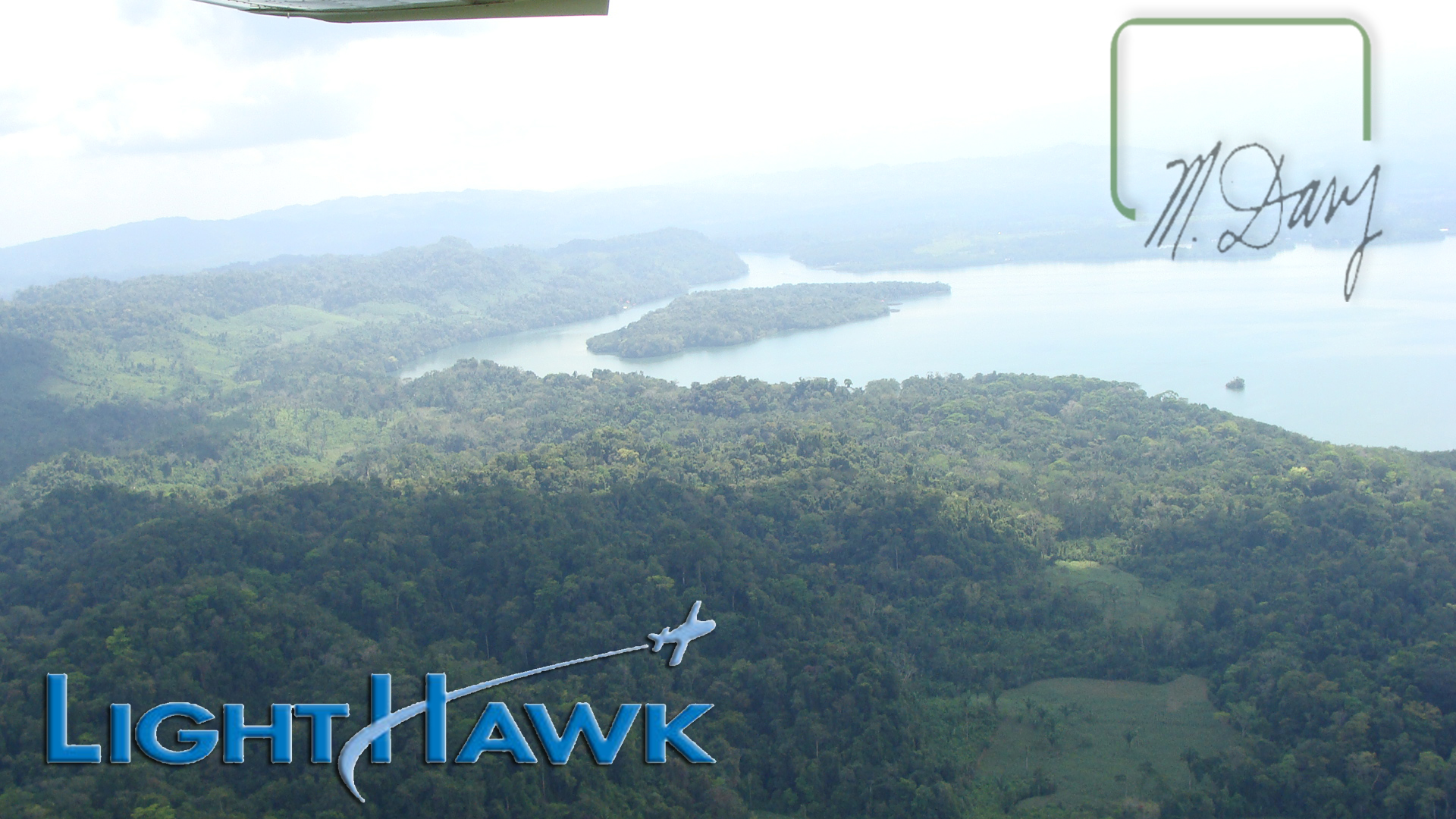
FUNDARY/LIGHTHAWK

La península, que fue declarada una reserva natural protegida en 1999, está cubierta de selva tropical y bosques de manglares. En las partes superiores de la península se encuentra caoba, ceiba, especies de Swietenia, Manilkara, Chrysophyllum, mientras que en las zonas pantanosas crecen palmas Manicaria (Manicaria saccifera), y palosangre (Symphonia globulifera).
Existe una gran diversidad de moluscos, crustáceos, peces, anfibios, y reptiles como la iguana verde, el cocodrilo, y tortugas de mar. También se observa una gran cantidad de especies de aves marinas en la reserva, incluyendo Charadriiformes, Pelecaniformes, Ciconiiformes. Entre los mamíferos tapir centroamericano (Tapirus bairdii), el jaguar (Panthera onca), el mono aullador (Alouatta palliata), el mono araña (Ateles geoffroyi), pecarí de collar (Tayassu tajacu) y coyámel (Tayassu pecari).

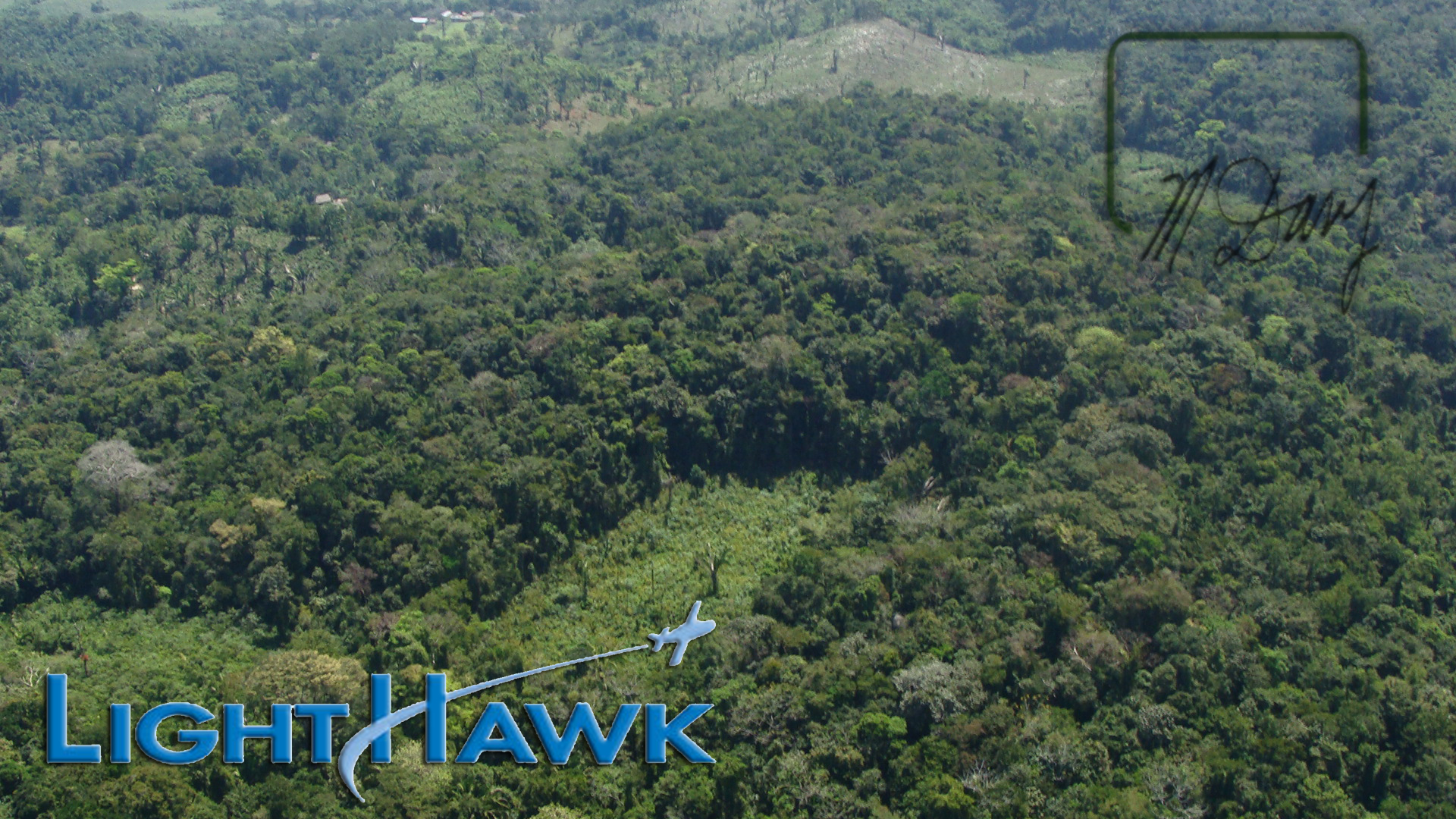
FUNDARY/LIGHTHAWK